# Premis Octubre
Les premis Octubre (littéralement « prix Octobre ») sont un concours littéraire en langue catalane organisés annuellement au mois d'octobre dans la ville de Valence par la maison d'édition Tres i Quatre depuis 1972.
Parmi les prix octroyés figure le premi Joan Fuster (« prix Joan Fuster »), récompensant un essai et nommé en l'honneur de l'écrivain valencien Joan Fuster. Le premi Andròmina (« prix Andromède ») récompense un roman.
L'édition de 2022 établit un record avec 349 œuvres ayant participé au concours. 